# (3929) Carmelmaria
(3929) Carmelmaria (1981 WG9) – planetoida z grupy pasa głównego asteroid okrążająca Słońce w ciągu 3,68 lat w średniej odległości 2,38 j.a. Odkryta 16 listopada 1981 roku.